# Overnet
Overnet网络是一个分布式的P2P檔案分享网络，它不使用服务器，并被用于较大文件的分享。Overnet使用了Kademlia算法。
2006年末，Overnet及Overnet的所有公司因版权问题被RIAA禁止。然而，由于Overnet是分布式的、去中心化的，因此Overnet的客户端仍然可以被有限地使用。
Overnet由eDonkey2000的原作者杰德·麦卡莱布（Jed McCaleb）所制定，并用在了eDonkey2000软件上，和eDonkey网络一同工作。在Overnet和eDonkey2000被关闭之前，这两个网络被合并在了一个eDonkey2000客户端之中。在2006年6月的高峰期，合并后的网络在同一时刻的用户数可达64.5万。该网络被eMule等其他eDonkey网络客户端所继承使用。
直到2007年10月为止，Overnet协议仍被風暴殭屍網路用于计算机之间的通信。